# Tinne Rombouts
Tinne Rombouts (Zoersel, 30 september 1979) is een Belgisch politica voor CD&V.

## Levensloop
Rombouts groeide op te Meerle in een landbouwersgezin met vier dochters. Ze doorliep haar middelbare school aan het Mariagaarde Instituut te Westmalle, alwaar ze 'Techniek-Wetenschappen' volgde. Vervolgens ging ze studeren aan de  Katholieke Hogeschool Kempen te Geel, alwaar ze in 2001 afstudeerde als industrieel ingenieur landbouw en biotechniek. Beroepshalve werd ze van 2001 tot 2004 organisatieconsulente bij De Groene Kring, een organisatie voor jonge land- en tuinbouwers.
Bij de derde rechtstreekse Vlaamse verkiezingen van 13 juni 2004 werd Tinne Rombouts verkozen in de kieskring Antwerpen. Ook na de volgende Vlaamse verkiezingen van 7 juni 2009, van 25 mei 2014 en van 26 mei 2019 bleef ze Vlaams Parlementslid. In de legislatuur 2004-2009 was zij lid en vanaf 2007 secretaris van de commissie Leefmilieu en Natuur, Landbouw, Visserij en Plattelandsbeleid en Ruimtelijke Ordening en Onroerend Erfgoed. In de zittingsperiode 2009-2014 zetelde Rombouts in de commissie Landbouw, Visserij en Plattelandsbeleid en de commissie Leefmilieu, Natuur, Ruimtelijke Ordening en Onroerend Erfgoed, waar ze vanaf 2012 ondervoorzitter was. Vervolgens was Rombouts van 2014 tot 2019 voorzitter van de commissie Leefmilieu, Natuur, Ruimtelijke Ordening en Dierenwelzijn, van 2014 tot 2019 lid van de commissie Landbouw, Visserij en Plattelandsbeleid en van 2019 tot 2024 lid van de commissie Leefmilieu, Natuur, Ruimtelijke Ordening en Energie.
In oktober 2006 werd Rombouts verkozen tot gemeenteraadslid in Hoogstraten. Ze was van januari 2007 tot december 2012 schepen in deze stad, bevoegd voor wonen, welzijn en gezondheid, jeugd, sport en toerisme. Na de gemeenteraadsverkiezingen van 2012 werd ze er de eerste vrouwelijke burgemeester. Ze sloot een coalitie met de N-VA. Ze volgde in deze functie Arnold Van Aperen op. Op 1 januari 2019 moest ze de burgemeesterssjerp overdragen aan Marc Van Aperen, nadat 'Hoogstraten Leeft' op 14 oktober 2018 een absolute meerderheid veroverde bij de gemeenteraadsverkiezingen.
Voor de verkiezingen van juni 2024 werd ze aangeduid als lijsttrekker voor het Vlaams Parlement, maar ze besloot uiteindelijk niet op te komen en na het einde van haar mandaat in juni 2024 de nationale politiek te verlaten, naar eigen zeggen wegens het te vaak overschrijden van de grenzen van haar rechtvaardigheidsgevoel. Ze stemde in juni 2023 tegen het Decreet over de Vlaamse Nationale Parken en onthield zich in januari 2024 over het Stikstofdecreet, wat uitzonderlijk was voor een parlementslid van de meerderheid over een ontwerpdecreet van de regering. 
Voor de gemeenteraadsverkiezingen van oktober 2024 was ze opnieuw lijsttrekker voor een CD&V-kieslijst met de naam 'Samen!'. Haar partij won de verkiezingen en sloot een coalitie met Hoogstraten Leeft. Rombouts werd als stemmenkampioen van haar lijst in december 2024 opnieuw burgemeester.
Rombouts is gehuwd en heeft twee dochters.